# Браиловская, Римма Никитична
Римма Никитична Браило́вская (в девичестве Шмит; 14 апреля 1877, Дерпт, Лифляндская губерния — 28 сентября 1959, Рим) — русская художница, автор пейзажей и жанровых картин, работала в технике акварели и темперы, а также в декоративно-прикладном жанре, создавала вышивки и аппликации. Участница Русского апостолата в Зарубежье.

## Биография

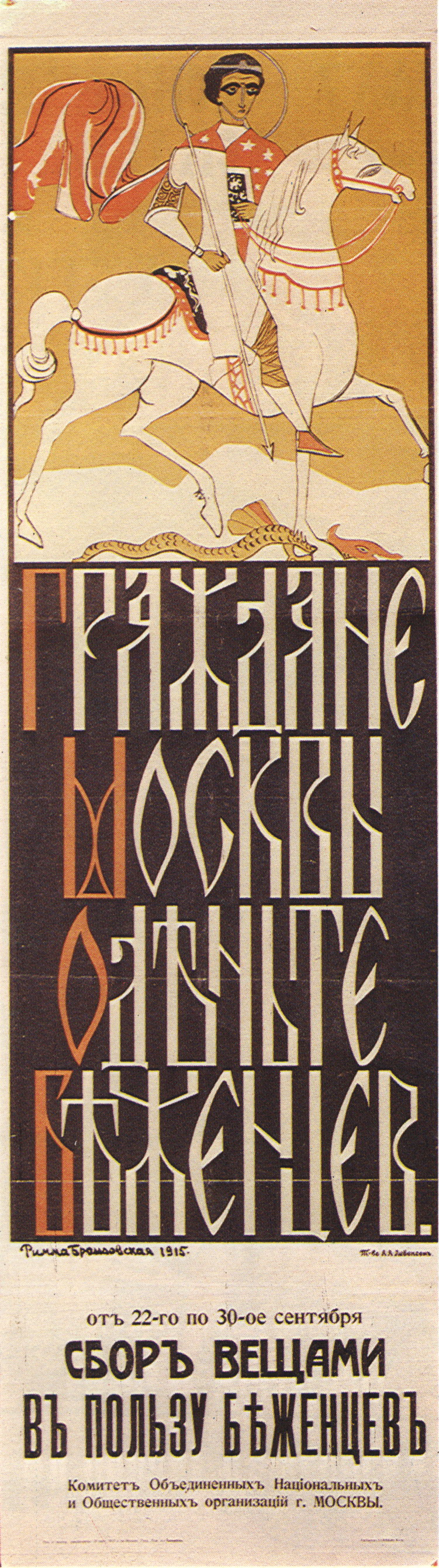
Плакат «Граждане Москвы оденьте беженцев». 1915.

Родилась в семье сенатора Никиты Шмита. В 1898 году третьим браком вышла замуж за художника Леонида Браиловского, проживала в Москве.
Известна как самостоятельная художница, также участвовала в соавторстве с мужем в реализации совместных проектов.
В 1900-х преподавала художественное шитье в Строгановском училище.
Руководила собственным ателье художественной вышивки в Хлудовском тупике в Москве.
В 1918 году семья Браиловских эмигрировала, сначала в Константинополь, затем в Белград, с 1925 года поселилась в Риме.
Браиловская вместе с мужем присоединилась к Католической церкви. Супруги были близки с епископами Михаилом д’Эрбиньи, Александром Евреиновым и Андреем Катковым.
В 1933 году участвовала в создании Музея русского религиозного искусства при Конгрегации восточных церквей в Ватикане, где хранились созданные супругами Браиловкими картины из цикла «Видения Старой России».
В 1920—1940 годы её картины экспонировались в Риме, Париже, Милане, Лондоне, Амстердаме, Гааге, Мюнхене, Будапеште и Нью-Йорке.
Проживала в Руссикуме, где преподавала русский язык, в это время общалась с поэтом Вячеславом Ивановым, протоиереем Александром Сипягиным и Татьяной Львовной Толстой-Сухотиной.
Похоронена на русском участке римского католического кладбища Кампо Верано.

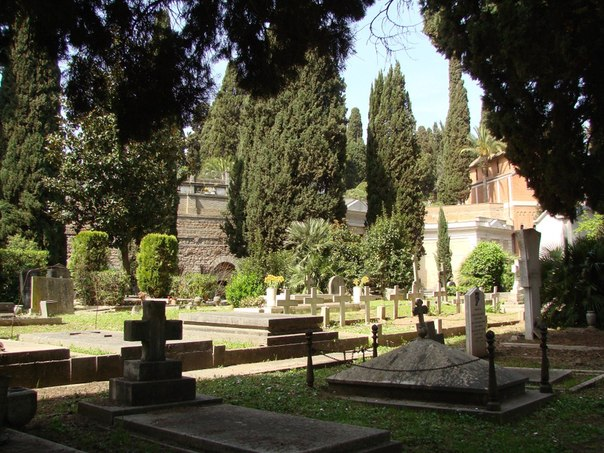
Русский участок кладбища Кампо Верано в Риме с могилой Риммы Браиловской